# La Codosera
La Codosera je španělská obec situovaná v provincii Badajoz (autonomní společenství Extremadura).

## Poloha
Obec sousedí na západě s Portugalskem. Patří do okresu Tierra de Badajoz a soudního okresu Badajoz. Od města Badajoz je vzdálená 58 km.

## Historie
V roce 1834 se obec stává součástí soudního okresu Badajoz. V roce 1842 čítala obec 187 usedlostí a 690 obyvatel.

## Odkazy

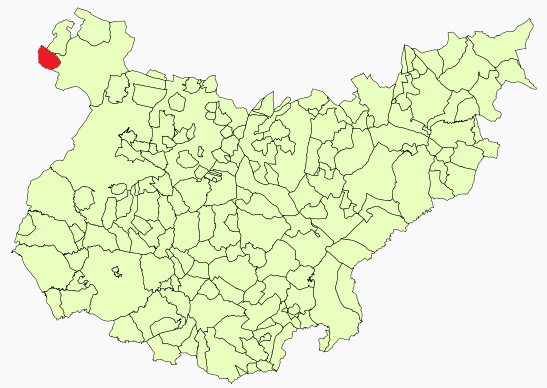
Poloha obce v provincii Badajoz

## Demografie
| Populace obce La Codosera z let (1842–2010) | Populace obce La Codosera z let (1842–2010) | Populace obce La Codosera z let (1842–2010) | Populace obce La Codosera z let (1842–2010) | Populace obce La Codosera z let (1842–2010) | Populace obce La Codosera z let (1842–2010) | Populace obce La Codosera z let (1842–2010) | Populace obce La Codosera z let (1842–2010) | Populace obce La Codosera z let (1842–2010) | Populace obce La Codosera z let (1842–2010) | Populace obce La Codosera z let (1842–2010) | Populace obce La Codosera z let (1842–2010) | Populace obce La Codosera z let (1842–2010) | Populace obce La Codosera z let (1842–2010) | Populace obce La Codosera z let (1842–2010) | Populace obce La Codosera z let (1842–2010) | Populace obce La Codosera z let (1842–2010) | Populace obce La Codosera z let (1842–2010) |
| ------------------------------------------- | ------------------------------------------- | ------------------------------------------- | ------------------------------------------- | ------------------------------------------- | ------------------------------------------- | ------------------------------------------- | ------------------------------------------- | ------------------------------------------- | ------------------------------------------- | ------------------------------------------- | ------------------------------------------- | ------------------------------------------- | ------------------------------------------- | ------------------------------------------- | ------------------------------------------- | ------------------------------------------- | ------------------------------------------- |
| 1842                                        | 1857                                        | 1860                                        | 1877                                        | 1887                                        | 1897                                        | 1900                                        | 1910                                        | 1920                                        | 1930                                        | 1940                                        | 1950                                        | 1960                                        | 1970                                        | 1981                                        | 1991                                        | 2001                                        | 2010                                        |
| 690                                         | 926                                         | 934                                         | 1 051                                       | 1 156                                       | 1 020                                       | 1 541                                       | 1 974                                       | 2 299                                       | 2 540                                       | 2 913                                       | 3 231                                       | 3 344                                       | 2 704                                       | 2 283                                       | 2 554                                       | 2 179                                       | 2 320                                       |